# Bernat Martínez
Bernat Martínez Mas (Alberique, 10 de enero de 1980-Monterey, California, 19 de julio de 2015) fue un piloto de motociclismo español, especializado en carreras de Superstock. Fue campeón de Cataluña en 2007 y subcampeón de Europa (Superstock 1000) y de España en 2009.
Martínez murió a causa de las lesiones sufridas en un accidente múltiple en el circuito de Laguna Seca, durante una carrera del campeonato MotoAmerica. En el accidente, provocado por un piloto que frenó en seco poco después de la salida y que hizo caer a cinco corredores, también perdió la vida otro piloto español Dani Rivas.

## Trayectoria deportiva
En 2001 debutó en competición internacional en el Campeonato de Europa de Superstock 1000, participando en la ronda de Italia, en Imola, con una Aprilia RSV R del equipo Desm Aprilia Racing, acabando la carrera en la decimoséptima posición.
En 2003 volvió a competir en el mismo campeonato como piloto oficial del equipo MIR, con una Suzuki GSX 1000R. Acabó el año en novena puesto, siendo su mejor resultado la cuarta posición obtenida en la ronda del Silverstone y en Imola. En 2004 corrió para el equipo Marvimoto, disputando cinco carreras con una Yamaha YZF R1 y dos con una Suzuki GSX-R 1000. Acabó la temporada en la undécima posición final, siendo su mejor clasificación una cuarta plaza en Oschersleben.

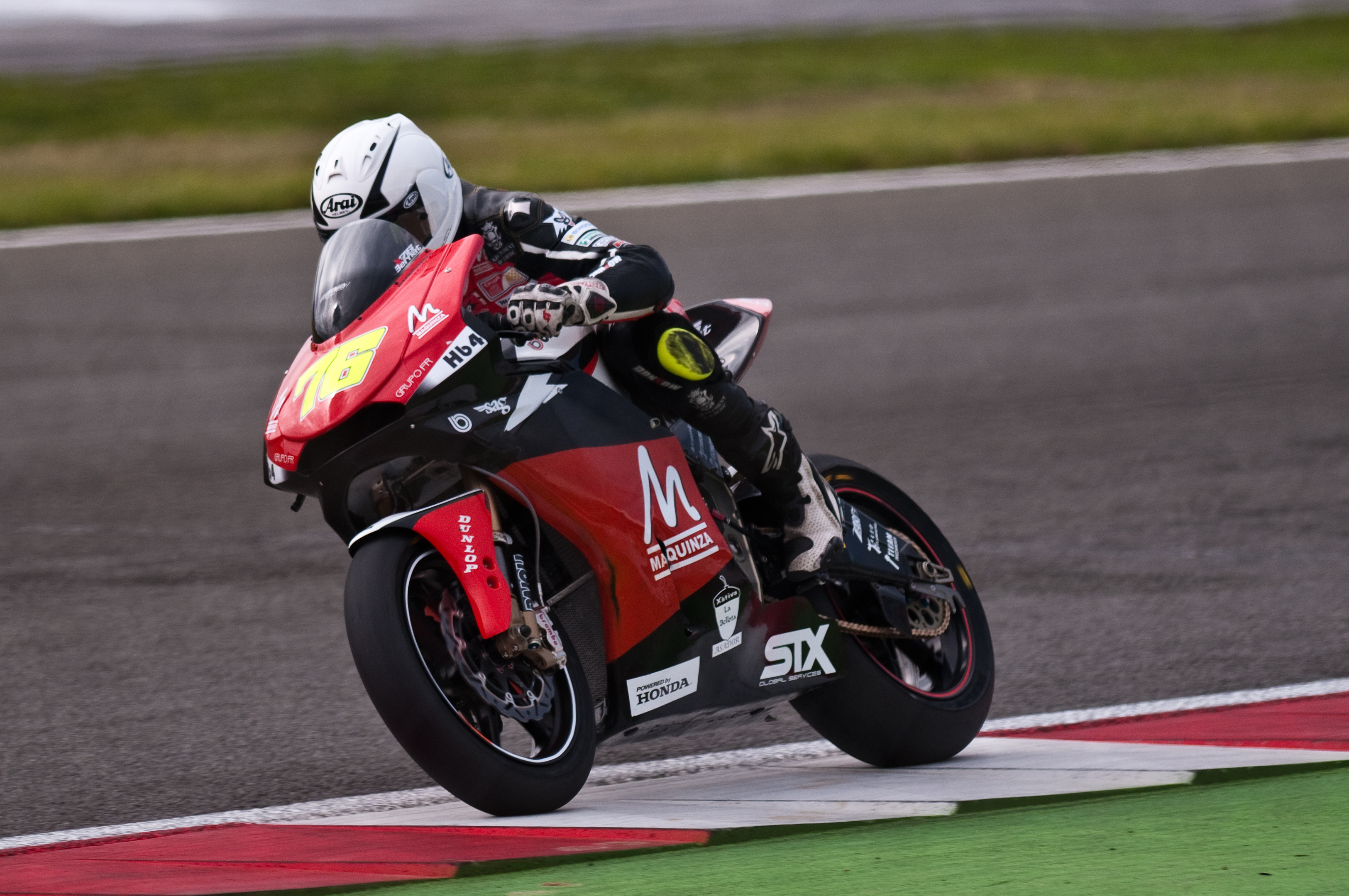
Con la Bimota HB4 el 2010

En 2005 aprovechó una wildcard para participar en la ronda española del Campeonato Mundial de Superbikes con una Yamaha YZF R1 del equipo Folch Endurance. Participó en los entrenamientos y la clasificación, pero no estuvo presente en el inicio de las dos carreras del domingo. En 2006 volvió a competir en Superstock, disputando tres carreras del Mundial con una Yamaha YZF R6 del equipo Edo en sustitución de Gianluca Nannelli. No consiguió puntuar, siendo su mejor resultado un decimoséptimo puesto en la ronda de San Marino (Misano).
Después de haber corrido en diferentes años en el Campeonato de Cataluña y el de España, en 2009 fue subcampeón de Europa de Superstock 1000.
En 2010 debutó en el Mundial de motociclismo, en la categoría de Moto2, con una Bimota HB4 del equipo Maquinza-SAG sin obtener ningún punto. El día antes del Gran Premio de Alemania fue sustituido por Ricard Cardús.

## Resultados

### Campeonato Mundial de Superbikes

#### Por temporada
| Año  | Moto   | 1   | 1   | 2   | 2   | 3       | 3       | 4   | 4   | 5   | 5   | 6   | 6   | 7   | 7   | 8   | 8   | 9   | 9   | 10  | 10  | 11  | 11  | 12  | 12  | Pos. | Pts. |
| Año  | Moto   | R1  | R2  | R1  | R2  | R1      | R2      | R1  | R2  | R1  | R2  | R1  | R2  | R1  | R2  | R1  | R2  | R1  | R2  | R1  | R2  | R1  | R2  | R1  | R2  | Pos. | Pts. |
| ---- | ------ | --- | --- | --- | --- | ------- | ------- | --- | --- | --- | --- | --- | --- | --- | --- | --- | --- | --- | --- | --- | --- | --- | --- | --- | --- | ---- | ---- |
| 2005 | Yamaha | QAT | QAT | AUS | AUS | SPA DNS | SPA DNS | ITA | ITA | EUR | EUR | SMR | SMR | CZE | CZE | GBR | GBR | NED | NED | GER | GER | ITA | ITA | FRA | FRA | NC   | 0    |

### Campeonato Mundial de Supersport

#### Por temporada
(Carreras en negrita indica pole position, carreras en cursiva indica vuelta rápida)
| Año  | Moto   | 1   | 2   | 3       | 4   | 5      | 6      | 7       | 8   | 9   | 10  | 11  | 12  | Pos. | Pts. |
| ---- | ------ | --- | --- | ------- | --- | ------ | ------ | ------- | --- | --- | --- | --- | --- | ---- | ---- |
| 2006 | Yamaha | QAT | AUS | SPA DNS | ITA | EUR 21 | SMR 17 | CZE Ret | GBR | NED | GER | ITA | FRA | NC   | 0    |

### Campeonato del Mundo de Motociclismo

#### Por temporada
(Carreras en negrita indica pole position, carreras en cursiva indica vuelta rápida)
| Temporada | Cat.  | Moto   | 1      | 2      | 3      | 4      | 5      | 6      | 7       | 8   | 9   | 10  | 11  | 12  | 13  | 14  | 15  | 16  | 17  | Pts. | Pos. |
| --------- | ----- | ------ | ------ | ------ | ------ | ------ | ------ | ------ | ------- | --- | --- | --- | --- | --- | --- | --- | --- | --- | --- | ---- | ---- |
| 2010      | Moto2 | Bimota | QAT 29 | SPA 27 | FRA 29 | ITA 29 | GBR 25 | NED 28 | CAT Ret | GER | CZE | IND | RSM | ARA | JPN | MAL | AUS | POR | VAL | 0    | -    |